# El horror económico
El horror económico (Fayard, 1996) es un ensayo de denuncia de la escritora francesa Viviane Forrester, en el cual describe sus teorías sobre la economía mundial, y con el cual obtuvo el Premio Médicis de Ensayo.Ha sido traducida a 25 idiomas y se han vendido más de un millón de ejemplares.

## Ideas principales
Los desempleados son culpados de su propia situación, se les denigra como personas que son incompetentes y por eso mismo se han buscado su propia situación económica, pero Forrester nos desvela que su situación no sólo es inevitable, el argumento principal de la obra es la constatación de que el trabajo del hombre ya no es fuente de riqueza y por lo tanto las tasas de desocupados, de precariedad laboral y de subempleo, no sólo han ido aumentando en todos los países llamados desarrollados, es que además lo harán todavía más en un futuro. [cita requerida]
Otro punto que se trata en la obra es el de la globalización de la miseria y la explotación laboral, así como la globalización de amplias capas de población cuyo único propósito es la mera subsistencia diaria, pero estos "miserables" ya no son un patrimonio de los países pobres, subdesarrollados o en vías de desarrollo, ahora son un fenómeno global que se irá extendiendo cada vez más por los llamados países ricos. [cita requerida]
En palabras de la periodista Anne Marie Mergier, "El resultado es totalmente inédito: una extraña letanía obsesionante, un libro que es imposible soltar una vez empezada su lectura e imposible resumir una vez acabada su última página. Un libro del cual la autora misma habla con dificultad y asombro, como si su propia reflexión la hubiera trastornado. Un libro que se volvió muy pronto un fenómeno editorial en Francia y que ahora empieza a convertirse en una especie de síndrome social". [cita requerida]

## Continuación
Forrester escribió en el año 2000 Una extraña dictadura, un ensayo donde expande las ideas de El horror económico y hace otro descarnado relato sobre la globalización.